# Kisimul Castle

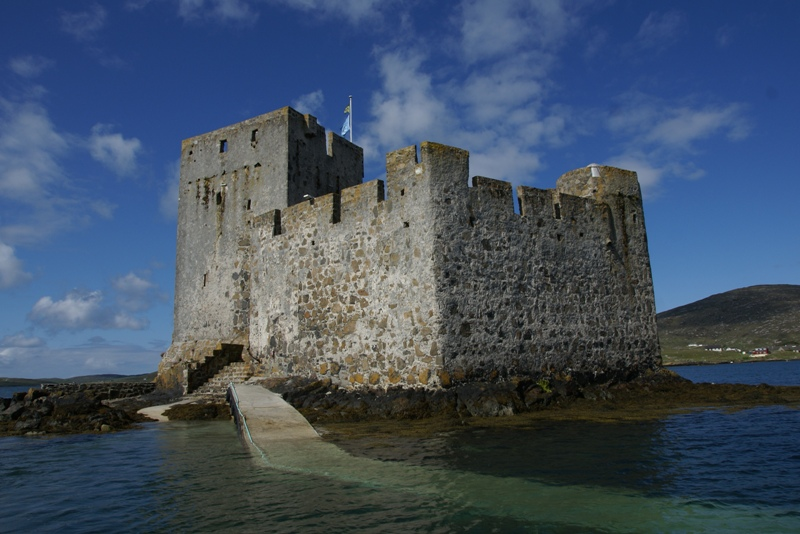
Kisimul Castle

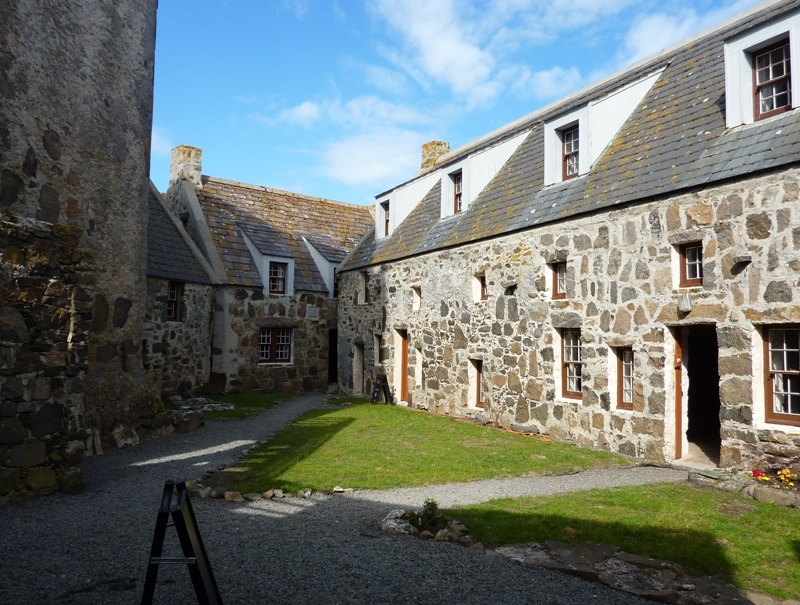
Innenhof

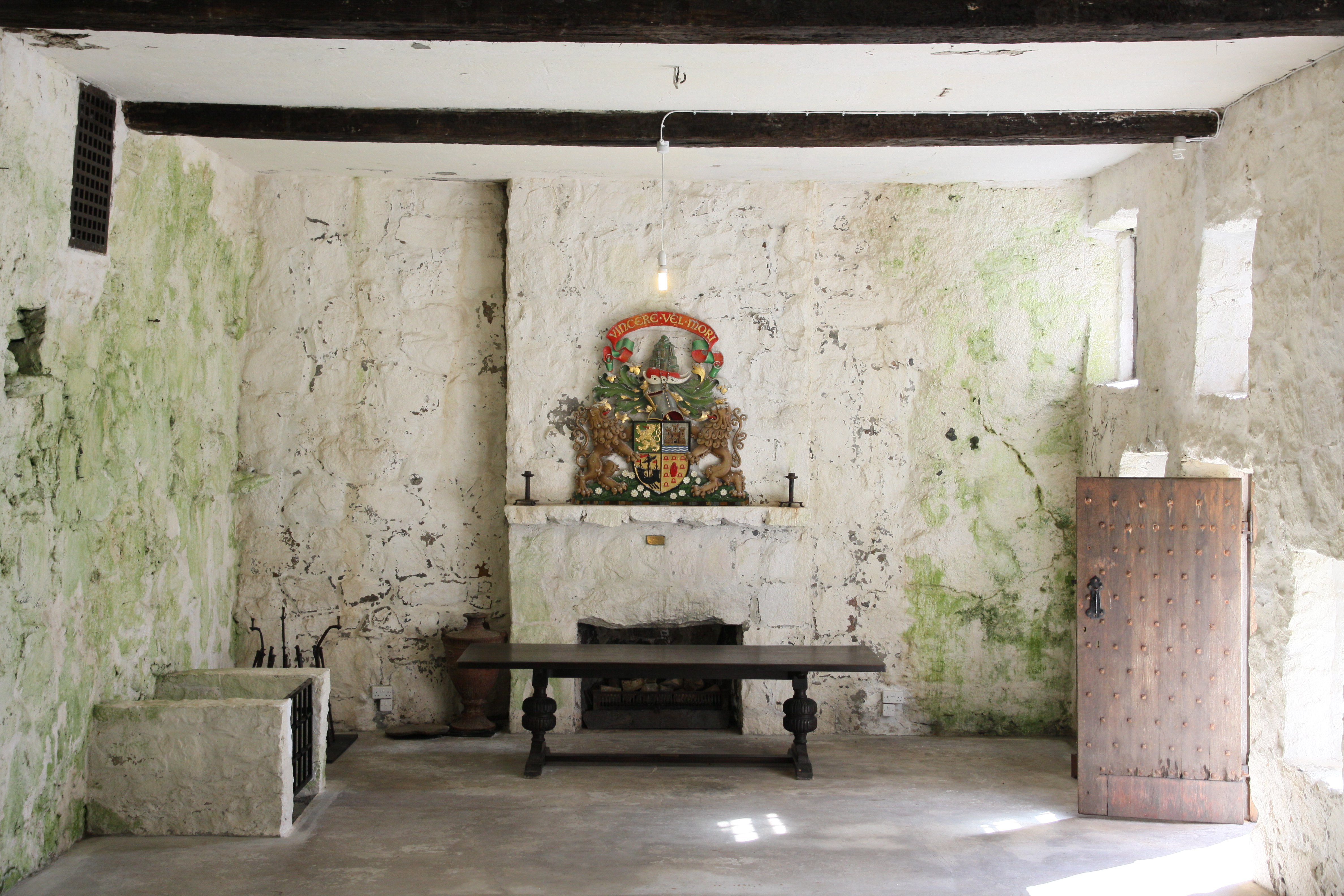
Halle

Kisimul Castle, auch Kiessimul oder Kiessamul Castle oder Caisteal Chiosmuil, ist eine Burg auf einer kleinen schottischen Hebrideninsel in der Bucht von Castlebay, dem Hauptort der Insel Barra. Die Anlage ist als Scheduled Monument geschützt. Außerdem war sie in den schottischen Denkmallisten als Kategorie-A-Bauwerk klassifiziert. Diese Einstufung wurde 2019 aufgehoben.

## Geschichte
Anhand von archäologischen Funden kann die Besiedlung der kleinen Insel bis in die Stein- und Bronzezeit nachgewiesen werden. Es gibt Hinweise, dass die Geschichte von Kisimul Castle ursprünglich auf das 11. oder 12. Jahrhundert zurückgeht. Zwar wurden Artefakte aus dieser Zeit auf der Insel entdeckt, jedoch konnten keine Bauwerke dieser Periode eindeutig zugeordnet werden. Man geht davon aus, dass Kisimul Castle aus dem frühen bis mittleren 15. Jahrhundert stammt. Architektonisch ähnelt es dem aus den 1430er Jahren stammenden Breachacha Castle auf der Insel Coll und könnte von den gleichen Baumeistern geplant worden sein. Es war Stammsitz des Clans MacNeil of Barra und lag im Einflussbereich der auf Islay residierenden Lords of the Isles. Zwischen dem 15. und 17. Jahrhundert wurde Kisimul Castle mehrfach erweitert und modernisiert. Im frühen 18. Jahrhundert wurde die Festung schließlich aufgegeben und brannte 1795 aus. Zu den Hochzeiten der Heringsfischerei wurden Steine der Ruine als Schiffsballast verwendet und große Teile der Anlage zerstört. Die Ruine wurde im 20. Jahrhundert schließlich wieder aufgebaut, wobei jedoch wenig auf Authentizität geachtet und große Mengen an Mörtel und modernem Putz verwendet wurden. Im Jahr 2000 wurde Kisimul Castle für 1000 Jahre an die Denkmalschutzorganisation Historic Scotland vermietet. Die jährliche Miete beläuft sich auf ein Pfund und eine Flasche Whisky.